# مرسدس کابرال
مرسدس کابرال (زاده ۱۰ اوت ۱۹۸۶) یک هنرپیشه فیلیپینی است. او بیشتر به خاطر بازی در فیلم‌های هنری و مستقل فیلیپین، به‌ویژه فیلم‌های بریلانت مندوزا مانند سربیس، کیناتای، اسیر و رحم تو شناخته می‌شود. او همچنین در فیلم کره جنوبی عطش به کارگردانی پارک چان ووک ظاهر شد. در سال ۲۰۱۶، او در فیلم کوتاه فیل جیوردانو SUPOT ظاهر شد.
او همچنین در فیلم‌های دور برگردان (۲۰۲۰)، آپاگ (۲۰۲۳)، من مست هستم، تو را دوست دارم (۲۰۱۷)، شفق قطبی (۲۰۱۸)، کولون (۲۰۱۹)، شیفت شب (۲۰۱۹) نقش آفرینی داشته‌است.

## فیلم‌شناسی
- سربیس (2008)[۵]
- Babae ako (فیلم کوتاه، ۲۰۰۹)
- تک گویی (۲۰۰۹)
- Panahon na (2009)
- لاتک (۲۰۰۹)
- کاررا (۲۰۰۹)
- تیگاسان (2009)[۶]
- رپچر آهن (۲۰۰۹)
- کیناتای (۲۰۰۹)
- عطش (۲۰۰۹)
- 1017: Sa paglaya ng aking salita (۲۰۰۹)
- پادیاک (۲۰۰۹)
- رزرو (2009)[۷]
- Loophole (2009)
- Chronicle of Wasted Lives (2009)
- Shake, Rattle and Roll ۱۲ (بخش "Punerarya"، ۲۰۱۰)
- شب بی‌نهایت (۲۰۱۰)
- Ang Babae sa Sementeryo (2010)
- گایوما (2010)[۸]
- Si Techie, si Teknoboy, at si Juana B (2010)
- پیوندهای خونی (۲۰۱۰)
- باغ حوا (بخش " مینسان می ایسان پوتا "، 2010)[۹]
- ساکیت (فیلم کوتاه، ۲۰۱۰)
- عاشقان زائر (۲۰۱۱)
- Ligo na Ü، Lapit na Me (2011)
- زن در سپتیک تانک (۲۰۱۱)
- Liberacion (2011)
- Ad Ignorantiam (2012)
- زن عظیم الجثه (۲۰۱۲)
- گرسنگی (فیلم کوتاه، ۲۰۱۲)
- Aberya (2012)
- ماتر دولوروسا (۲۰۱۲)
- لیمانگ دیپانگ تائو (۲۰۱۲)
- زنجبیل و زیره (فیلم کوتاه، ۲۰۱۲)
- Biktima (2012)
- رحم تو (2012)[۱۰]
- ایمیک (۲۰۱۲)
- شفا (۲۰۱۲)
- آنگ ناواوالا (۲۰۱۲)
- اسیر (۲۰۱۲)
- چهارراه (2012)[۱۱]
- دی اینگون ناتو (2011)[۱۲]
- نمایش سگ (۲۰۱۲)
- پدرو کالونگسود: باتانگ مارتر (۲۰۱۳)
- Bingoleras (2013)
- حمل و نقل (۲۰۱۳)
- زمان پخش (۲۰۱۳)
- عاشقانه بد (2013)[۱۳]
- رزیتا (۲۰۱۴)
- شمشیر مار و خیانت (۲۰۱۴)
- نیروی فرشته (۲۰۱۴)
- آخرین مهلت (۲۰۱۴)
- Oro (2016)
- ما روزا (۲۰۱۶)
- SUPOT (2016)
- من مست هستم، تو را دوست دارم (۲۰۱۷)
- شفق قطبی (۲۰۱۸)
- کولون (۲۰۱۹)
- شیفت شب (۲۰۱۹)
- Pandanggo sa Hukay (2019)
- دور برگردان (۲۰۲۰)
- آپاگ (۲۰۲۳)

### تلویزیون
| سال       | عنوان                                                    | نقش(ها)                      | شبکه                          |
| --------- | -------------------------------------------------------- | ---------------------------- | ----------------------------- |
| ۲۰۱۱      | Maalaala Mo Kaya: Bibliya                                | میرنا                        | ABS-CBN                       |
| ۲۰۱۲      | هدیه‌های عاشقانه قلب‌های گرانبها: هیاس                     | جیانا                        | ABS-CBN                       |
| ۲۰۱۲      | لونا بلانکا                                              | ماریت                        | GMA Network                   |
| ۲۰۱۲–۱۳   | ماگدالنا: آنگل سا پوتیکان                                | کیم                          | GMA Network                   |
| ۲۰۱۳      | بیان کو                                                  | الیزا بائر                   | GMA News TV                   |
| ۲۰۱۳      | کاساندرا: فرشته جنگجو                                    | کامیلا / هونیانگو            | TV5                           |
| ۲۰۱۳      | کاتی پونان                                               | ترزا مگبانوا                 | GMA Network                   |
| ۲۰۱۴–۲۰۱۵ | آنگ لیهیم نی آناساندرا                                   | فروش                         | GMA Network                   |
| ۲۰۱۵      | کارلاسیون                                                | یاسمین                       | GMA Network                   |
| ۲۰۱۵      | نینگینگ                                                  | اواپورادا "اواً هررا          | ABS-CBN                       |
| ۲۰۱۶      | ساق ال بامبو (ساقه بامبو)                                | ژوزفین                       | MBC Drama                     |
| ۲۰۱۶      | والاترین عشق                                             | گرتا رامیرز / کلاریسا رامیرز | ABS-CBN                       |
| ۲۰۱۷      | آنگ پروبینسیانو از FPJ                                   | شفق قطبی دوماگویت            | ABS-CBN                       |
| ۲۰۱۷      | هانگانگ سان                                              | کارولینا دلا گوئرا           | ABS-CBN                       |
| ۲۰۱۸      | Ngayon در Kailanman                                      | میا بارتولومه                | ABS-CBN                       |
| ۲۰۱۹      | دختر ژنرال                                               | گابریلا "سینکو" استا. آنا    | ABS-CBN                       |
| ۲۰۱۹      | آنگ بابای سپتیک تانک ۳: داستان ناگفته واقعی ژوزفین براکن | خودش/لوسیا ریزال             | IWant                         |
| ۲۰۲۰      | قلب یک سرباز                                             |                              | ABS-CBN                       |
| ۲۰۲۱      | هوواگ کانگ مانگامبا                                      | آگاتا دلوس سانتوس            | Kapamilya Channel / A2Z / TV5 |
| ۲۰۲۱      | ASAP Natin 'To                                           | خودش / مهمان گاه به گاه      | Kapamilya Channel / A2Z / TV5 |
| ۲۰۲۲      | ۲ خوب ۲ صادق باش                                         | آبگیل روزالس                 | Kapamilya Channel / A2Z / TV5 |
| ۲۰۲۳      | Batang Quiapo از FPJ                                     | سرجوخه پلیس لنا کورتز        | Kapamilya Channel / A2Z / TV5 |
| ۲۰۲۳      | ReTox: 2 ادامه دارد                                      | ترزا باکویران                | YouTube                       |